# かほなん
かほなん （11月10日 - ）は、日本の女性アイドル、YouTuber。岐阜県出身。身長157cm。血液型O型。アイドル活動の名称が「さばいどる」。「さばいどる」は肩書でもある。

## 人物
本職は「アイドル」で生業は「ライブ」。本気で無人島生活を目指している。
サバイバルするアイドル「さばいどる」としてソロでアイドル活動をするとともに、サバイバル活動をYouTube「さばいどるチャンネル」で自撮り自己編集配信している。サバイバル活動の「登山」「キャンプ」「魚釣り」「カヤック」「狩猟」は、無人島に永住する壮大なプロジェクト実現のため「一人で生き延びる」スキルをためるものでもある。小さいころは、キャンプ好きの父と登山好きの母のもとで育った野遊びが好きな「短パン小僧」であった。

## 来歴

### おーだーめいど138 時代（2013年 - 2018年）

#### アイドル活動
2013年夏、10代半ばで愛知県一宮市のメイド喫茶「cafeまぁめいど(2015年7月5日閉店）」から誕生した非公認ご当地アイドル「おーだーめいど138」（おだめ）の1期生（7名）となる。
おーだーめいど138では、「笑顔一番みんなの太陽！」きいろ担当の『かほ』として参加。
2013年12月29日のライブでデビューしたのち、東海地方のイベントやライブハウスでアイドル活動をしてきた。
「おーだーめいど138」は、2018年1月1日「おーだーめいど」に改称。
2018年6月3日に一宮のライブハウス「Style」で行われた「おーだーめいど解散ライブ」をもってグループ活動を終了した。

#### YouTube 活動
2016年9月7日 - 2018年11月19日の間のYouTube公開「さばいどるチャンネル」（計25本）は、統括・企画・撮影 切撮屋@HIRO、構成・編集・音楽・効果音 ARUGO　による制作。
サバイバル生活をするアイドル「サバイどる」は「アイドル業界も含めて、いかなる環境でも生き残ってゆく術を得るために、”経験して学ぶ”をテーマ」に始めた。
「サバイどる」では、ヒロシ隊長の指導の下　火起こし、水作り、飯盒炊爨、ロープの結び方　など、サバイバルスキルを身に着けていく隊員の設定。マムシを捕獲してさばき、調理して食べることまで経験した。
「サバイどる」の表記は、2017年3月15日公開の「さばいどるチャンネル」から「さばいどる」に変更された。

### さばいどる 時代（2018年 - ）

#### アイドル活動
2018年6月3日 おーだーめいど解散の同日、LIVE HOUSE Styleにて　New SUNRISE Live で 「さばいどる」デビュー。主に東海北陸地方のライブハウスやイベント会場で活動している。
第22回入善ラーメンまつり、にゅうぜんアイドル フェスティバル(2日目、2020年2月23日）で　イベント企画・プロデュースを手がける 。
2020年から始まったコロナ禍で、月10本ほどあったライブは皆無となった。
2022年6月19日岐阜club-Gで約2年ぶりにライブ再開。再開2回目10月16日のライブは声出しOK、11月6日に3年ぶりのバースデーファンミーティング、12月25日にXmas PARTYを開催できるまでコロナ前が戻ってきた。
ステージ衣装はデザインから裁断、縫製まで全部手作りしている。

#### YouTube ＆ 無人島永住プロジェクト 活動
事務所が立ち上げたYouTubeチャンネルを途中から乗っ取った形で 2018年12月1日公開から自撮り（ときどき母撮影）自己編集の「さばいどるチャンネル」を始めた。2019年1月31日に事務所制作の動画が1回限り公開された。　
主にひとりアウトドアやキャンプの投稿動画は、無人島生活を実現するための「スキル、知識、体力作り」を自然を楽しみながら勉強する姿を題材として、「登山」「キャンプ」「料理」「ギア紹介」のソフトな活動から、標高1000m超の山（斜面300坪）を購入してチェーンソーで切り開き重機で整地して山ごもりをしたり、わな猟で野生の小動物を捕獲・解体して調理するハードな活動まで幅広い。
2020年9月15日にチャンネル登録者数30万人を突破。多くの方に情報発信できることに注目され、岐阜県警大垣警察署から特別広報大使に任命されて、2021年1月28日 - 3月31日の間啓発活動を行った。
2021年7月12日、北海道稚内市 宗谷岬にある日本最北端の地の碑から47都道府県車中泊旅をスタート。YouTube さばいどるチャンネルのテーマであるアウトドア・キャンプ・登山・釣り を日本全国の良い場所から発信して日本を盛り上げることを目的とする。　茨城県大洗町からフェリーで苫小牧市に渡り、1ヶ月半の間道内を旅した。
2022年5月6日から26日まで自分のサバイバル能力を試すため、水も食料も持ち込まない無人島サバイバルにチャレンジした。（※イベント参加の5月22日除く） 持ち込めるのは80Lのザックに装備できるものだけ。現地で漁をしたり野草を採ったり水を採取して生活する。

#### マスメディア活動
コロナ禍のキャンプ人気が上昇するにつれてテレビの出演が増加。テレビ愛知の情報番組お宝ちゃんで、2021年10月2日から遂にレポーターとして「お宝ちゃんファミリー」となり、12月25日から東海テレビの「さばいどるかほなんのソロキャンパー養成塾」で冠番組を持った。またサバイバルの経験と知識を活かして、NHK総合テレビ ニュースLIVE！ゆう5時「知って得する！防災知恵袋」コーナー、NHKラジオ 「安心ラジオ」にレギュラー出演するなど、防災に関する番組にも活動を広げている。

#### アウトドア活動のために取得した資格・技能
- わな猟狩猟免状 2019年取得[動画 15]。無人島生活におけるタンパク質調達の手段を取得。

- 第4級アマチュア無線技士 2019年取得[動画 16]。ソロ登山中の非常通信手段を確保。

- 車両系建設機械（整地等）3トン以上 運転資格　2020年取得[動画 17]。自分の山をユンボで整地[動画 18]。が、チェーンソーを踏んで壊してしまう[18]。

- 山菜採り師[動画 19] 安全な山菜を見分ける能力を獲得。

- 防災士 2023年取得

## 主な活動実績

### 公務
- 岐阜県警大垣警察署 特別広報大使[19]（2021年1月28日 - 3月31日）
- 三重県　みえ防災Action部部長[20]（2023年2月13日～3月24日）- 講演会講師（2月5日）
- 対馬海上保安部 一日海上保安官[21]（2023年7月16日）
- 名古屋海上保安部 一日海上保安部長[22]（2023年8月27日）
- 愛知県警設楽警察署 一日山岳救助隊長[23][24]
- 名古屋海上保安部 巡視艇しゃちかぜ一日船長（2023年10月27日）
- 大阪市阿倍野消防署 一日消防署長[25]（2023年11月9日）
- 愛知県稲沢警察署一日警察署長 （2025年2月16日）[26]
- 愛知県設楽警察署一日署長（2025年8月11日）[27]

## 出演

### テレビ
2019年
- WCS （2019年、中京テレビ）- PR
- カミナリコゾウ（2019年、テレビ愛知）
- つつじまつり（2019年、ケーブルテレビICC）- PR

2020年
- ウラマヨ!（2020年8月1日、関西テレビ）
- 所さん!大変ですよ（2020年8月20日、NHK）
- ひとつ利口になりました!（2020年8月25日、TBSテレビ）
- おぎやはぎのハピキャン（2020年8月26日から6週連続放送、名古屋テレビ）　
- バイキングMORE（2020年9月22日、フジテレビ）
- YTSスペシャル 私をキャンプに連れてって～バイきんぐ西村と行く1泊2日の山形CAMP～（2020年10月28日、山形テレビ（YTS））
- キャッチ（2020年11月3日、中京テレビ）
- ♯女子ソロキャンプ旅　提供：富山県　（2020年12月6・13・20・27日、BS-TBS）（2021年1月8・15・22・29日、IBC岩手放送）

2021年
- ぎふサテ！（2021年2月12日、ぎふチャン）
- お宝ちゃん（2021年3月13日・4月24日・5月29日・10月2・9・16・23・30日・11月6・27日・12月4・11・18日、2022年1月15・22・29日・2月5・12・19・26日・3月5・19日、テレビ愛知）- レポーター
- セブンルール（2021年4月13日、関西テレビ）
- ドデスカ! （2021年5月1・8日、メ～テレ）- コメンテーター
- チャント！ （2021年5月26日、CBCテレビ）
- サンデージャーナル （2021年6月6日、テレビ愛知）- コメンテーター
- 遊戯配信 e-Strangers （2021年6月19・26日・7月3日、TOKYO MX）- 審査員
- チャント! （2021年7月13日、CBCテレビ）
- スクール革命! （2021年8月15日、日本テレビ）
- 明日をまもるナビ（2021年11月21日・12月19日、NHK総合）
- さばいどるかほなんのソロキャンパー養成塾（2021年12月25日から、東海テレビ）- Locipoで配信、TVer配信
- 宇宙から新温泉みつけました～目指せイチバン風呂～（2021年12月28日、テレビ東京）- レポーター
- 東海3県ぴかりニュース大賞（2021年12月30日、CBCテレビ）- コロナで人生逆転！たくましすぎるアイドル

2022年
- タイチサン!（2022年1月16日、東海テレビ）- 飯盒レシピコーナー出演
- あさイチ（2022年1月27日、NHK総合）- シェア旅
- ニュースOne（2022年2月8日、東海テレビ）- コロナノムコウ コロナ禍を生き抜くアイドル”さばいどる”
- シブ5時（2022年3月9日、NHK総合テレビジョン）- 身近なもので防災対策を紹介
- 朝生ワイド す・またん!（2022年3月11日、読売テレビ)- 震災から11年 防災について考える
- ニュースLIVE! ゆう5時（2022年4月11日、5月26日、6月2・9・23日、7月7・26日、8月1・22・29日、9月5・27日、10月11・24日、11月7・29日、12月12・26日、2023年1月4・30日、2月6・20日、3月6・30日、4月10・24日、5月8・30日・6月12・28日、7月3・26・31日、8月21・28日、9月4・26日、10月10・23日、11月9・28日、12月11・25日、NHK総合テレビジョン）- 「知って得する！防災知恵袋」コーナーレギュラー出演
- ちゃーじ（2022年4月30日・6月11日、東海テレビ）
- サバイバル女子会～無人島SP～（2022年7月3日、東海テレビ）
- にっぽん百名山スペシャル（2022年7月9日、NHK BSプレミアム）- バディー登山 長崎県対馬
- 東海 ドまんなか!（2022年7月29日、NHK名古屋）
- 猫の手 貸します 〜ボラ活しようよ〜（2022年8月1日、NHK教育)
- つしまる通信（2022年8月18日頃、対馬市CATV）
- おおいに満喫！若狭の幸で豪華BBQ Yes weキャンプ!!（2022年9月3日KBS京都、2022年9月11日福井放送）
- 土曜はナニする!?（2022年10月29日、関西テレビ、フジテレビ系列ネット）

2023年
- ソトアソビノススメ（2023年2月18日、中京テレビ、Locipo配信）
- にっぽん百名山（2023年4月20日、NHK BSプレミアム）- 富士山の美を味わう
- にっぽん百名山 富士山の美を味わう～絶景を望む二つの山旅～（2023年4月20日、NHK BS4K）
- さばいどる かほなんのソロキャンパー養成塾 season 1（30分全4回、2023年4月30日、5月7・14・21日、東海テレビ）
- ぐっと（2023年6月30日、中京テレビ）- 旭高原元気村
- 池上彰と考える!巨大自然災害から命を守れ～災害とともに生きる知恵～（2023年9月2日、メ～テレ）

2024年
- 愛媛防災シンポジウム「“孤立”“避難”いま備えること」（NHK松山）

2025年
- 釣りびと万歳 岩からゴンゴン!大アイナメに挑む〜かほなん 岩手・大船渡〜（2025年1月20日、NHK BSプレミアム4K）

### Web番組
- さばいどるかほなんの白鶴ベース （2021年7月 - 、 白鶴酒造公式チャンネル〈YouTube〉）[32]
- さばいどる かほなんのソロキャンパー養成塾 Season 1〜7（2021年12月 - 2024年、Locipo(ロキポ) 、YouTubeチャンネル「東海テレビB面」）[33]

### ラジオ
2015年
- i-wave ウィークエンドサタデー （2015年 - 2016年、FMいちのみや）- 準パーソナリティ

2020年
- K-mix OUTDOOR&FISHING （2020年5月30日・6月6日、静岡エフエム放送）、
- 山形純菜 プレシャスサンデー　（2020年8月9日、TBSラジオ）
- ザ・フリントストーン（2020年9月12日、BayFM）
- ラジオのアナ〜ラジアナ Fから始まりIで終わるフジワラジオ（2020年10月1日、NACK5）

2021年
- エバラ Camp Station～おいしいノアソビ～ （2021年9月12日、TOKYO FM） 
- 目指せ！No.1キャンパー！（2021年11月9・23日、μFM（エフエム鹿児島））

2022年
- SUPER CAST（2022年4月16日、ZIP-FM）- 町田こーすけさんのゲスト
- むすび∞イズム（2022年6月26日、ぎふチャン）

2023年
- Nらじ「あなたにもできる さばいどる防災術！」(2023年5月30日、NHKラジオ第1放送）
- 安心ラジオ（2023年6月19～23日、7月17～21日、8月28日～9月1日、9月25～29日、10月23～27日、11月19～23日、　～毎月1週間、NHKラジオ第1放送）

### オンライン
2020年
- BE-PAL.NET かほなん流のアウトドアの楽しみ方（修行？） （2020年2月23日 - 連載）、播州三木の鍛冶職人と「さばいどる かほなん」がコラボ。焚火と料理が得意なナイフが完成（2020年8月31日） 
- ウォーカープラス （2020年6月3日）　- YouTube登録者数25万人突破のYouTuber・さばいどる かほなんが語る自分流アウトドアとは？
- Yahoo!ライフマガジン　（2020年7月31日） - さばいどる・かほなん直伝！　お金をかけないアウトドアの楽しみ方 
- アルペンマガジン　（2020年9月1・8日） - 人気YouTuber「さばいどる」かほなん｜無人島生活のための予行練習として楽しむキャンプについて語る

2021年
- BE-PAL.NET（1月9日、2月7日・21日、3月20日、5月29日、6月12日・20日・22日、7月25日、8月23日、9月4日、10月10日・28日・30日）
- オンラインセミナー GIFUキャンの勧め（2021年5月29日、WEB会議システム配信）- 主催：岐阜県
- NHK明日をまもるナビ（2021年1月25日）

2022年
- BE-PAL.NET（2月27日、7月8日）
- web Sportiva（2022年7月28日公開、集英社）- アイドル界の異端児、かほなんは無人島生活の夢に人生をかける
- 1 One News（2022年9月27日公開、KADOKAWA）- YouTubeもアイドルも、始めるのは簡単。 本当にパワーがいるのは、あきらめずに続けること
- 聴くanime 放課後サバガール！（2022年10月21日スタート）- 企画協力
- 田舎暮らしの本 Web（2022年11月1日、宝島社）

2023年
- ZYAO22 【第1回】キャンプの魅力と岐阜キャンプのススメ（2023年4月10日から、5月8日、6月12日、7月10日、8月14日、9月11日、岐阜新聞Web）-（コラム）
- かほなんのサバイバル術（2023年1月22日 - 、読売新聞オンライン）
- 読売新聞オンライン（2023年5月29日）- かほなん　無人島生活語る
- BE-PAL （2023年7月9日 - 連載）- 21日間、無人島で暮らすと人はどう変わるのか？ 「さばいどる かほなん」の挑戦 
- ぎふスポ（2023年11月8日、）- さばいどる　かほなんが「岐阜城周辺のウォーキングコース」と「お得なウォーキングアプリ」を紹介します！【岐阜県】
- 大阪市消防局（2023年11月15日）- さばいどる かほなん【あべのタスカルのご紹介】

2024年
- BE-PAL.NET（1月1日・12日、2月25日、3月15日、6月20日）
- soto lover - ソトラバ（2月24日）

2025年
- BE-PAL.NET（6月20日・26日） 
- soto lover - ソトラバ（1月23日、2月10日、5月17日、6月10日、7月2日）

### ポスター
- せとすえひろ夏祭り[28]
- なまずまつり[28]
- 献血PR（一宮ライオンズクラブ）[28]
- 一宮七夕まつり[28]
- マダニに注意（2023年7月3～9日、名古屋市営地下鉄全線）[46]

### その他
2019年
- L-Breath 第1回 ソロキャンプ女王決定戦 第3位（2019年10月10日）
- forenta スペシャルアドバイザー 

2021年
- 名古屋キャンピングフェア 2021 SPRINGさばいどる　かほなん トークショー（2021年2月27・28日）
- Husqvarna バッテリーソー 広告モデル 
- さかうちマルシェ さばいどる かほなん トークショー（2021年7月3日）
- 森川海人っフェス! サバイドルチャンネル「かほなん」トークショー（2021年7月22日）

2022年
- FIELDSTYLE（2022年5月22日）- 読売新聞ブース
- 名古屋キャンピングカーフェア 2022AUTUMN（2022年9月10）- トークショー
- ふるさと全国県人会まつり 2022（2022年9月3・4日、ふるさと全国県人会まつり実行委員会）- トークショー
- ソトアソビフェスタ2022（2022年9月11日、アンフォーレ）
- FRIDAYデジタル写真集 vol.1、vol2、Perfect ver.（2022年10月11日発売、講談社）
- e-kamonまるごと環境フェア（2022年10月15日、美濃加茂市役所環境課）- シカの解体ショー出演
- 東海テレビ 栄でキャンプ！ふるさとイチバンイッチー祭2022（2022年10月22日）- トークショー
- FIELDSTYLE JAMBOREE（2022年11月19・20日）- 読売新聞ブース出演

2023年
- 東京オートサロン2023（2023年1月15日、幕張メッセ）- ダイハツブース、東京アウトドアショー
- とよた防災フェスタ（2023年2月4日、豊田市 スカイホール豊田）- トークショー
- 大阪オートメッセ2023（2023年2月11日、 インテックス大阪）-ダイハツブース　説明員
- 名古屋キャンピングカーフェア2023 SPRINT（2023年2月25日、Aichi Sky Expo）- トークショー
- forenta exhibition 2023（2023年3月11日）- トークショー
- 大阪モーターサイクルショー2023（2023年3月19日）- インテックス大阪/トークショー
- アウトドアデイジャパン東京（2023年4月1・2日、代々木公園）- NHKニュースLIVE! ゆう5時」ブース
- クオーレの里30thANNIVERSARY OUTDOOR FES（2023年5月28日、クオーレの里）- トークショー
- かほなん聖地巡礼対馬ツアー2023（2023年7月15～17日）
- 名古屋キャンピングカーフェア2023 AUTUMN（2023年9月10日、ポートメッセなごや）- トークショー
- アウトドアデイジャパン神戸（2023年9月30日～10月1日）- 「NHKニュースLIVE!ゆう5時」ブース
- BE-PAL FOREST CAMP 2023（2023年10月14・15日）
- 防災･減災 秋まつり in川名公園（2023年11月18日、川名公園、主催：昭和区商店街連合会）- トークショー、さばいどる災害支援号のお披露目
- 防災体験フェスタ（2023年12月3日、ホームセンターバロー羽島インター店）- トークショー

## 書籍

### 著書
- お金をかけない！ 山登り＆ソロキャンプ攻略本 （2020年7月8日、著者 さばいどる かほなん、KADOKAWA）[52] ISBN 978-4-04-896777-8
- アウトドアが100倍楽しくなる! さばいどるのワイルドキャンプ（2021年6月22日、著者 さばいどる かほなん、すばる舎）ISBN 978-4-7991-0945-8
- 飯ごうレシピ マスターブック（2021年8月26日、著者 さばいどる かほなん、立東舎）ISBN 978-4-8456-3657-0

### 新聞・書籍等
- 中日新聞
  - 「ご当地アイドル結集　一宮七夕まつり盛り上げ」（2014年7月27日、朝刊県内広域）
  - 「知っ得ふくしショップMAP　掲載全25店の紹介にボランティアで参加」（2016年4月2日、朝刊尾張総合）
  - ネットで人気「さばいどる」って？（2020年9月7日、朝刊岐阜県版）
  - 大垣署の特別広報大使に 「さばいどる」かほなんさん（2021年1月29日、朝刊西濃版）
  - 「この人ユーチューブで人気 サバイバルするアイドル　かほなんさん」（2021年3月4日、朝刊総合）
  - 「岐阜に移住しよう　県ゆかり3人 キャンプテーマに語る」（2021年5月30日、岐阜総合）
  - 「＜壁を越える　２０２２＞　（６）キャンプ動画で人気のアイドル　かほなんさん」（2022.1.10、朝刊尾張知多全域版）
  - 「家族のこと話そう」（2022年8月14日、中日新聞、東京新聞、北陸中日新聞）
  - （2022年12月9日、日刊岐阜県版）

- 岐阜新聞
  - 「さばいどる」のかほなんさん　ネット動画で防犯啓発　大垣署特別広報大使に（2021年1月29日、県内総合）
  - 「ニセ電話、チョコっと注意を。大垣署が銀行で啓発　かほなんさん、グッズ配布」（2021年2月13日、西濃版 西濃広域）
  - 「登下校に防犯ブザーを」　大垣幼稚園で安全教育　かほなんさん、新一年生へ呼び掛け（2021年3月4日、西濃版 西濃広域）
  - 自然豊か、岐阜移住を　「さばいどる」かほなんさんら「キャンプ」テーマに語る（2021年5月30日、県内版）

- 読売新聞
  - 「東海CAMPers　キャンプ動画で人気 さばいどる かほなん」 （2021年9月12日、地域版 愛知12版）[動画 23]
  - 【連載】東海CAMPers　かほなんのサバイバル術～冬・初級編～（2022年1月30日中部版）[動画 24]
  - 【連載】東海CAMPers　かほなんのサバイバル術～冬・中級編～（2022年2月6日中部版）[動画 25]
  - 【連載】東海CAMPers　かほなんのサバイバル術～冬・上級編～（2022年2月13日中部版）[動画 26]
  - 【連載】東海CAMPers　さばいどる かほなん直伝！！サバイバル術～春編！渓流釣りに挑戦！！（2022年4月24日中部版）][動画 27]
  - 東海キャンパーズが出展 19,20日　愛知・常滑でアウトドア祭典（2022年11月13日、中部版）
  - フィールドスタイル　本紙出展　かほなんにファン行列（2022年11月27日、中部版）
  - かほなんのサバイバル術（2023年1月22日、2月5・26日、3月12・26日、4月2日カラー版・16日、5月7・21日、6月4・11日、7月16日、8月6・20日、9月3・17日、10月8・15日、11月5・19日、12月3・17日、2024年1月7日、2025年5月18日[53]、6月1日[54]・15日[41]、7月6日[55] ・20日[41] 、中部版　日曜連載）- 執筆（企画、監修、文章、写真構図）[56]
  - かほなんさん 海の安全訴え（2023年8月28日、愛知県版）
  - （2023年10月28日、愛知県版）
  - 秋の火災予防運動（2023年11月15日、大阪版）

- BE-PAL(小学館)
  - 「アウトドア系YouTuberに密着！！」（2020年3月号）
  - 「メスティン愛好家のご自慢レシピ」（2020年7月号）
  - 「ご近所アウトドア遊び77 Part.3 身近なものでクッキング 山のダイニングテーブルを自分で作ろう！」（2020年8月号）
  - 「そうだ山買おう　所有山とシェア山　ふたつの山で活動中」（2021年2月号）
  - 「最新キャンプ道具 徹底チェック（145） クッキングツール」（2021年5月号）
  - 「さばいどる　かほなんの無人島21日間サバイバル日記」（2022年7・8・9・10月号）
  - 「ビーパルフォレストキャンプ」（2022年12月号）
  - 短期連載（2023年8月号、9月号、10月号）
- 東海ウォーカー ウォーカームック No.1017　東海の絶景山登り＆ハイキング（2020年2月14日、KADOKAWA）　- 山Loverインタビュー
- 東海ウォーカー（KADOKAWA）
  - 「（得）ドライブ　岐阜下呂」（2020年12月・20211月合併号）
  - 「短期連載 さばいどる・かほなんのアウトドア入門」（2021年4月号・5月号・6月号）
  - 「最新テラスカフェ いま行くべき54店」（2021年6月号）
  - 「2021最新パフェ&かき氷」（2021年7月号）
  - 「夏のアウトドアNEWS」（2021年7月号）
  - 「夏の涼絶景旅」（2021年8月号）
  - 「春特大号」（2022年3月7日発売）
  - 「2022夏」（2022年6月8日発売）
  - 「2025夏」（2025年6月10日発売）[57]

- SPA!（2020年5月26日号、扶桑社）　- 俺の遊び
- 御堂さん（2020年7月号、本願寺津村別院大阪教区教務所）　- 磨け サバイバル力
- 週刊プレイボーイ（2020年7月13日号、集英社）　- プロがオススメする最新防災グッズ
- 週刊つりニュース中部版　（2020年8月7日号）- ビワマス型良く狙いめ 滋賀・大浦出船
- 田舎暮らしの本 （2020年8月号、宝島社） - 別冊付録 自分の山で女子キャンプ さばいどる　かほなん
- 週刊実話（2020年9月17日号、日本ジャーナル出版） - 話題の1冊 著者インタビュー かほなん
- ラーメンWalker東海2021（2020年9月17日、KADOKAWA）- テイクアウト麺食べ比べ
- タクティカルナイフ ホビージャパンMOOK 1032 （2020年9月29日、ホビージャパン）- 第7章 厳選!!タクティカル・ナイフショップ＆ギャラリー キクナイフ・ショールーム
- はじめてのソロキャン 完全ガイド（2020年10月7日、小学館）　- シンプルな道具で楽しむ 森のソロキャンスタイル
- ワンダーフォーゲル（2020年10月号、山と渓谷社）　- わたしの登山計画（寄稿）
- 別冊 山と渓谷 CAMP LIFE（2020年10月15日、山と渓谷社）- Autumn & Winter Issue 2020-2021　ハンモックソロキャンピング
- 山と渓谷（2020年11月号、山と渓谷社）　- インタビュー企画「それぞれの山道」
- ナイフカタログ2021（2020年11月16日、ホビージャパン）　- KIKU KNIVES meets さばいどる　かほなん
- FRIDAY（2021年2月12日号、講談社）
- Fine（2021年7月号、日之出出版）- 私的な“アレ”&キャンプ
- 月刊アームズマガジン （2021年8月号～2022年7月号、ホビージャパン） -  連載　さばいどる かほなんの シンケンキャンプ
- 山を買う楽しみ（2021年7月29日、扶桑社）
- 田舎暮らしの本 特別編集 山を買いたい! （2021年8月5日、宝島社）
- アウトドアナイフの使い方 ホビージャパンMOOK 1101 （2021年8月19日、ホビージャパン） - さばいどる かほなんx KIKU KNIVES さばいどるナイフ“MINI”
- 初めてのキャンプWalker（2021年10月11日発売、KADOKAWA）- さばいどる・かほなんが教える！絶品飯ごうグルメ！
- コンパクト四駆の世界（2021年10月27日発売、扶桑社）
- 関西ウォーカー春号（2022年3月7日発売、KADOKAWA）
- MAMOR2022年5月号（2022年3月19日発売、扶桑社）
- 関西キャンプ＆グランピングWalker（2022年3月24日発売、KADOKAWA）
- CAR CAMPING アウトドアを楽しむための車中泊（2022年3月29日発売、山と溪谷社)
- FRIDAY（2022年7月27日発売号、講談社）- グラビア「スクープ袋とじカラー9ページ」
- MonoMax特別編集 ソロキャンプムック本（2022年8月22日発売、宝島社）- インタビュー
- 田舎暮らしの本 12月号（2022年11月1日発売、宝島社）
- 『初めてでも"通”ぶれる! おぎやはぎのハピキャン』（2023年3月16日発売、マガジンハウス）- ゲスト掲載
- 無料情報誌 グリーンエッグ（2023年 - 2025年、MJマイカー情報ぎふ）- 特別コラム[58][59]
- 週刊ポスト 30号（203年9月25日、小学館）- “サバイバルするアイドル”かほなん「キャンピングカーは動く自分の部屋」　DIYを駆使した車内を拝見
- 毎日新聞（2023年10月12日、愛知版、岐阜版)- 東海ワイド　さばいどるが登山の心得

## ディスコグラフィ
- HOPE!! (作詞・作曲 一宮LOVER吉川)[60]
- IKIRO (作詞 KAZU、さばいどる　作曲 KAZU)
- STEP!!
- JUMP!!
- おはようサンシャイン
- おーだーめいど

## 47都道府県制覇の旅
47都道府県制覇の旅／無人島サバイバル企画
（日付はYouTube動画アップロード日）
| 日付   | 都道府県                       | 時期          | 順番 | 備考                                   |
| ------ | ------------------------------ | ------------- | ---- | -------------------------------------- |
| 2021年 | 北海道編                       | 7月 - 9月頃   | 1    |                                        |
| 2021年 | 富山県編                       | 10月頃        | 2    | 富山県初回                             |
| 2021年 | 福井県編                       | 11月頃        | 3    |                                        |
| 2021年 | 鹿児島県編                     | 12月頃        | 4    |                                        |
| 2022年 | 愛知県編                       | 2月頃         | 5    | 愛知県初回                             |
| 2022年 | 佐賀県編                       | 3月頃         | 6    |                                        |
| 2022年 | 愛知県編                       | 3月頃         |      | 愛知県2回目                            |
| 2022年 | 三重県編                       | 4月頃         | 7    |                                        |
| 2022年 | 富山県編                       | 4月頃         |      | 富山県2回目                            |
| 2022年 | 無人島サバイバルチャレンジ2022 | 5月6日 - 26日 |      | 無人島サバイバル企画1回目              |
| 2022年 | 長崎県編                       | 9月頃         | 8    | 対馬初回                               |
| 2022年 | 宮城県編                       | 7月頃         | 9    |                                        |
| 2022年 | 長崎県編                       | 8月頃         |      | 対馬再スタート                         |
| 2022年 | 福岡県編                       | 9月頃         | 10   |                                        |
| 2022年 | 奈良県編                       | 11月頃        | 11   |                                        |
| 2022年 | 岐阜県編                       | 12月頃        | 12   |                                        |
| 2023年 | 大阪府編                       | 2月頃         | 13   |                                        |
| 2023年 | 静岡県編                       | 4月頃         | 14   |                                        |
| 2023年 | 無人島サバイバルチャレンジ2023 | 5月頃         |      | 無人島サバイバル企画2回目              |
| 2023年 | 新潟県編                       | 7月頃         | 15   |                                        |
| 2023年 | 石川県編                       | 10月頃        | 16   |                                        |
| 2024年 | 愛知県編                       | 2月頃         |      | 愛知県3回目                            |
| 2024年 | 和歌山県編                     | 4月頃         | 17   | 和歌山県初回                           |
| 2024年 | 秋田県編                       | 6月頃         | 18   |                                        |
| 2024年 | 青森県編                       | 6月頃         | 19   |                                        |
| 2024年 | 岩手県編                       | 6月頃         | 20   | 撮影時期：2024年6月中旬                |
| 2024年 | 最低限の食料で7日間避難生活    | 7月頃         |      | 撮影時期：2024年7月下旬                |
| 2025年 | 和歌山県編                     | 3月頃         |      | 和歌山県2回目、撮影時期：2025年3月上旬 |